# 大街道バスターミナル

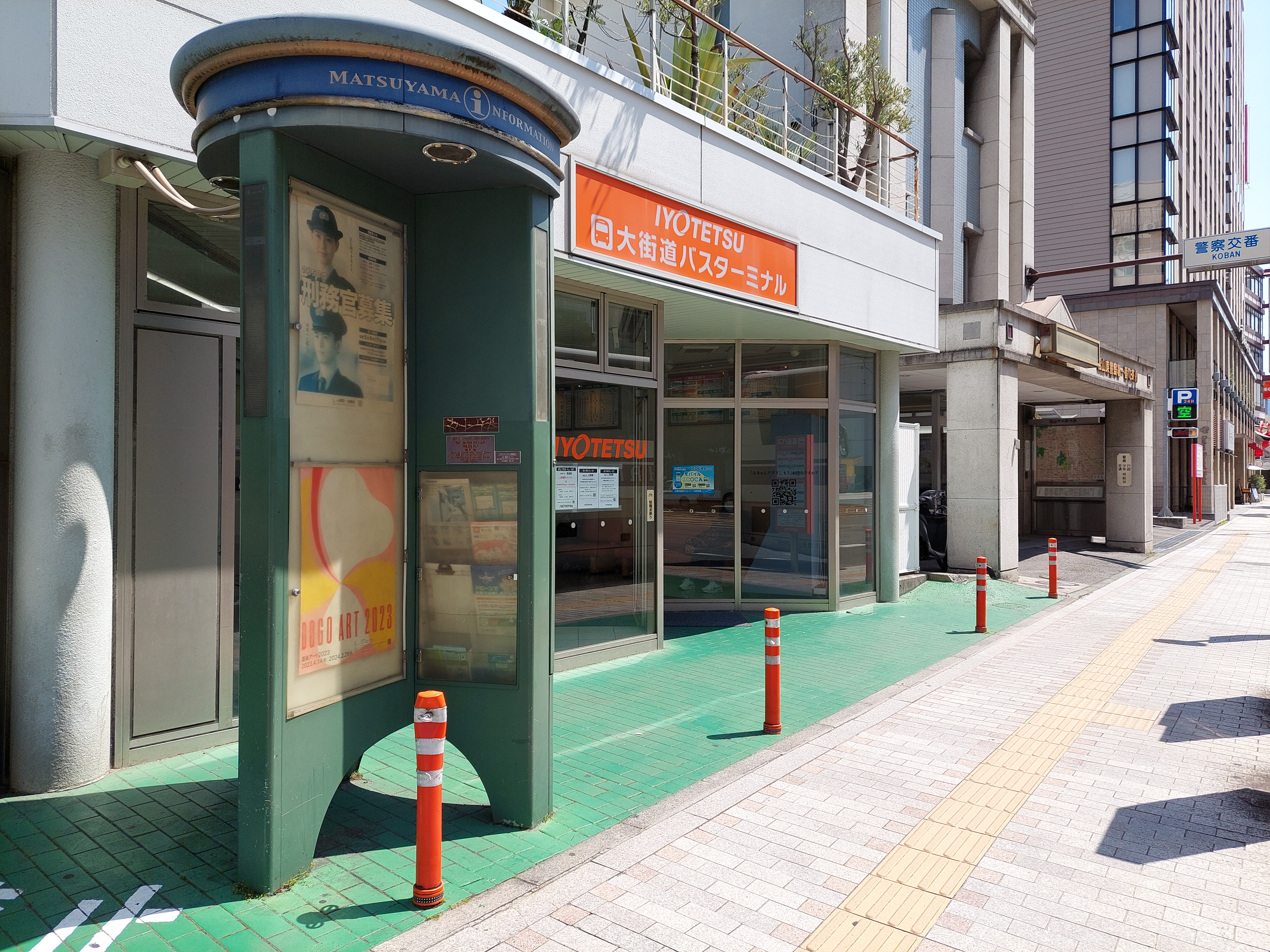
大街道バスターミナル

大街道バスターミナル（おおかいどうバスターミナル）は、愛媛県松山市にあるバス停である。伊予鉄バスとJR四国バス・瀬戸内運輸および上記3社と共同運行を行う各社の路線バスが発着している。
ここでは、隣接する宇和島自動車の一番町三越前バス停およびWILLER EXPRESSの松山一番町バス停の発着便についても述べる。

## 大街道バスターミナル

### 高速バス
- 坊っちゃんエクスプレス：松山市駅前・松山駅前 - 高松駅（伊予鉄バス、JR四国バス、四国高速バス。特急便は通らない）
- 吉野川エクスプレス：松山市駅前・松山駅前 - 徳島駅（伊予鉄バス、JR四国バス、徳島バス）
- なんごくエクスプレス：松山市駅前・松山駅前 - 高知駅・はりまや橋（JR四国バス）
- ホエールエクスプレス：松山市駅前・松山駅前 - 高知駅・はりまや橋（伊予鉄バス、とさでん交通）
- マドンナエクスプレス：松山市駅前・松山駅前 - 岡山駅（伊予鉄バス、JR四国バス、両備バス、下電バス）
- オレンジライナーえひめ号：八幡浜駅 - 松山市駅 - 千里ニュータウン - 新大阪駅 - 阪急梅田駅（伊予鉄バス、阪急観光バス）
- オレンジライナーえひめ号：八幡浜駅 - 松山市駅 - 新宿駅（伊予鉄バス・西東京バス）
- オレンジライナーえひめ号：八幡浜駅 - 松山市駅 - 名古屋（伊予鉄バス・名鉄バス）
- 松山エクスプレス号・京阪神ドリーム松山号：松山駅 - 神戸・大阪（大阪駅、JR難波駅）・京都（JR四国バス、西日本JRバス）
- 京都エクスプレス：松山市駅 - 京都駅（伊予鉄バス、京阪バス）
- オリーブ松山号：松山 - 名古屋（JR四国バス、JR東海バス）
- 道後エクスプレスふくおか号：松山市駅 - 今治駅前 - 小倉駅前 -　博多バスターミナル - 西鉄天神高速バスターミナル（伊予鉄バス・伊予鉄南予バス・瀬戸内運輸）

### 一般路線バス
伊予鉄バス
⑩ 久米駅前 - 大街道 - 松山市駅 - JR松山駅前・津田団地前（久米駅前行きのみ一番町バス停もあるが反対方向へのバス停は無い）
(13) 松山市駅・森松 - 上林皿ヶ嶺登山口
(18) 松山市駅 - 砥部断層口
(18) 松山市駅 - 砥部大岩橋
(18) 松山市駅 - 砥部焼伝統産業会館前
(18) 松山市駅 - 森松
(52) 奥道後・湯の山ニュータウン - 道後温泉駅前 - 松山市駅 - 松山空港（旧空港通り経由/空港方面行のみ大街道に停車）
(70) 松山市駅 - 伊台（山田経由）
(71) 松山市駅 - 伊台（末経由）
(76) 松山市駅 - 川内・川内グリーンタウン
(77) 松山市駅 - 川内
(南) 松山市駅→県病院前→天山町東→大街道→松山市駅<東南線>（一方回り）
《特急》JR松山駅 - 松山市駅 - 四国がんセンター - （国道11号・桜三里経由） - 小松 - 西条 - 新居浜駅前（瀬戸内運輸と共同運行）
《リムジン》道後温泉駅前 - JR松山駅前 - 松山空港（愛媛県道18号新空港通り経由）
《リムジン》道後温泉駅前 - JR松山駅前 - 松山観光港（国道437号、高浜トンネル経由）
瀬戸内運輸
《特急》JR松山駅 - 松山市駅 - 四国がんセンター - （国道11号・桜三里経由） - 小松 - 西条 - 新居浜駅前（伊予鉄バスと共同運行）
《特急》松山市駅 - 奥道後 - 米野々口 - 玉川支所 - 今治桟橋 - 宮浦港（大三島）
JR四国バス
《久万高原線》JR松山駅 - 久万高原

## 一番町三越前バス停
宇和島自動車
道後公園 - 松山市駅 - 国道56号 - 伊予IC - 国道56号 - 宇和島駅 - 城辺

## 松山一番町バス停
WILLER EXPRESS（実際の運行はウィラーエクスプレス傘下の日本高速バスが担当する）
松山一番町 - 今治（市役所前） - 大阪駅 - 桃山台駅 - 高速長岡京 - 京都駅

## 周辺
- 松山城（ロープウェイ乗り場）
- 松山三越
- ANAクラウンプラザホテル松山
- 大街道商店街
  - 愛媛県赤十字血液センター（大街道献血ルーム）